# Стефан I Унгарски
Вижте пояснителната страница за други личности с името Свети Стефан.
Свети Стефан I Унгарски или Ищван Свети е коронован като първи апостолически крал на Унгария на Рождество Христово в зората на хилядолетието – съвпадението между кръщене и коронясване на новия крал и хилядолетната годишнина от Божието рождение е може би целенасочена.